# Guillaume Blot
Guillaume Blot, nascido a 28 de março de 1985 em Saint-Malo, é um ciclista francês que foi profissional de 2008 a 2012.

## Palmarés
- 2008
  - 1 etapa da Ronde de l'Oise

- 2011
  - 1 etapa do Volta à Normandia
  - Grande Prêmio de Fourmies

## Resultados nas Grandes Voltas e Campeonatos do Mundo
| Carreira           | 2008 | 2009 | 2010 | 2011 | 2012 | 2013 | 2014 |
| ------------------ | ---- | ---- | ---- | ---- | ---- | ---- | ---- |
| Giro d'Italia      | -    | -    | Ab.  | -    | -    | -    | -    |
| Tour de France     | -    | -    | -    | -    | -    | -    | -    |
| Volta a Espanha    | -    | -    | -    | -    | -    | -    | -    |
| Mundial em Estrada | -    | -    | -    | -    | -    | -    | -    |

-: não participa

Ab.: abandono